# Nelson Falcão
Nelson Falcão est un skipper brésilien né le 30 avril 1946.

## Carrière
Nelson Falcão obtient une médaille de bronze olympique de voile en classe Star aux Jeux olympiques d'été de 1988 à Séoul.